# Kačer Donald

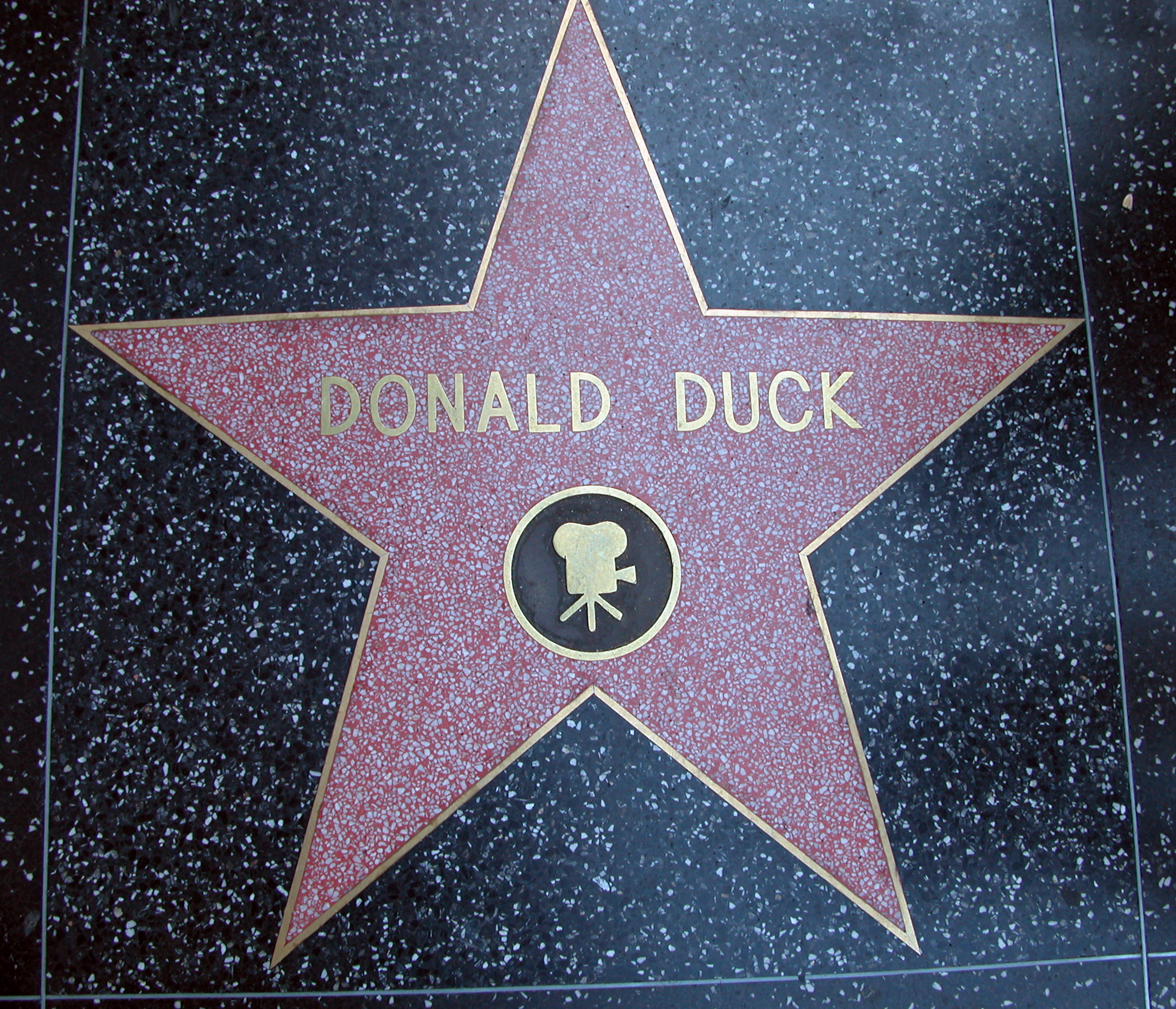

Kačer Donald (anglicky Donald Duck) je hrdina animovaných příběhů a komiksů vytvořený v roce 1934 režisérem Waltem Disneyem.
Kačer Donald se poprvé objevil ve filmu The Wise Little Hen z cyklu Silly Symphonies 9. června 1934. Poté se začal objevovat v dalších animovaných příbězích, zejména po boku Myšáka Mickeyho, Goofyho a psa Pluta. Objevil se i v seriálu Kačeří příběhy.
Jedním z autorů komiksů s kačerem Donaldem je Carl Barks, který vytvořil i první moderní oblečení této postavy. 
S hlasem kačera Donalda je spojen herec Clarence Nash, který ho daboval až do roku 1985.
V roce 2004 byla umístěna hvězda kačera Donalda na chodníku slávy v Hollywoodu.

## Historie postavy
Podle chronologie The Chronological Donald — Volume 1 Leonarda Maltina postavu Donalda napadlo vytvořit Walta Disneye, když slyšel "kachní" hlas herce Clarence Nashe. V té době už byl myšák Mickey oblíbeným dětským hrdinou, a Disney chtěl vytvořit postavu s některými negativními charakterovými vlastnostmi, které ale nechtěl dát Mickeymu.
Donald se poprvé objevil v krátkém kresleném filmu The Wise Little Hen 9. června 1934 (už v roce 1931 je o něm zmínka v knize o W. Disneyovi). Filmovou postavu Donalda vytvořil animátor Dick Lundy.